# Lucy Fox
Pour les articles homonymes, voir Fox.
Lucy Fox, née le 25 octobre 1897, morte le 21 mai 1970, est une actrice américaine de l'époque du cinéma muet.

## Filmographie partielle
- 1918 : Just for Tonight (en) de Charles Giblyn
- 1918 : Why I Would Not Marry? (en) de Richard Stanton
- 1919 : The Bishop's Emeralds de John B. O'Brien
- 1919 : The Winchester Woman de Wesley Ruggles
- 1920 : Something Different de Roy William Neill
- 1920 : The Flaming Clue d'Edwin L. Hollywood
- 1920 : Celle qu'on oublie (Women Men Forget) de John M. Stahl
- 1920 : The Empire of Diamonds (en) de Léonce Perret
- 1921 : Hurricane Hutch (en) de George B. Seitz
- 1921 : Le Démon de la haine (The Money Maniac) de Léonce Perret
- 1922 : My Old Kentucky Home de Ray C. Smallwood
- 1922 : Sonny de Henry King
- 1922 : What Fools Men Are (en) de George Terwilliger
- 1922 : Speed de George B. Seitz
- 1923 : Toilers of the Sea de Roy William Neill
- 1924 : The Lone Wolf de Stanner E. V. Taylor
- 1924 : Miami d'Alan Crosland
- 1924 : Teeth de John G. Blystone
- 1925 : The Trail Rider (en) de W. S. Van Dyke
- 1925 : The Necessary Evil de George Archainbaud
- 1925 : The Arizona Romeo d'Edmund Mortimer
- 1926 : Bluebeard's Seven Wives d'Alfred Santell

## Galerie

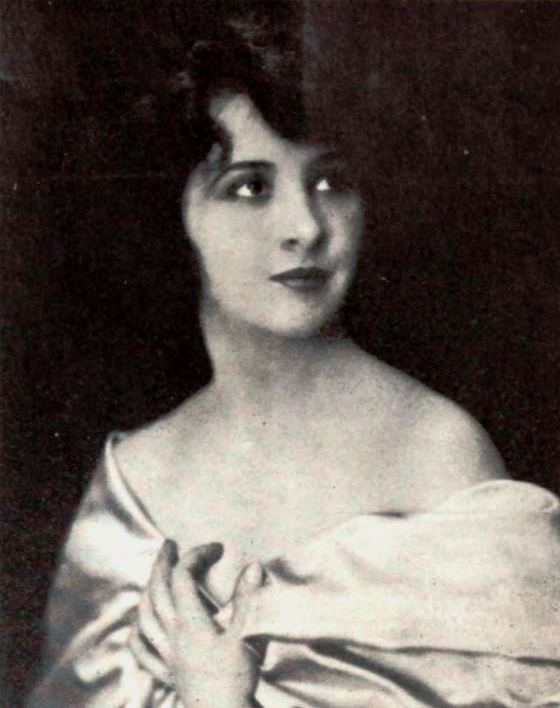
Lucy Fox en 1921
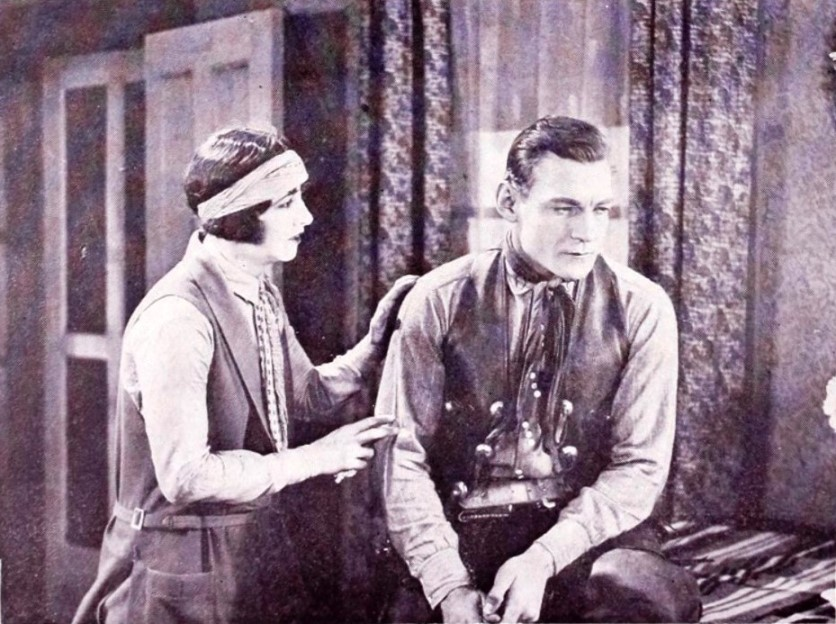
Lucy Fox dans The Arizona Romeo (1925)
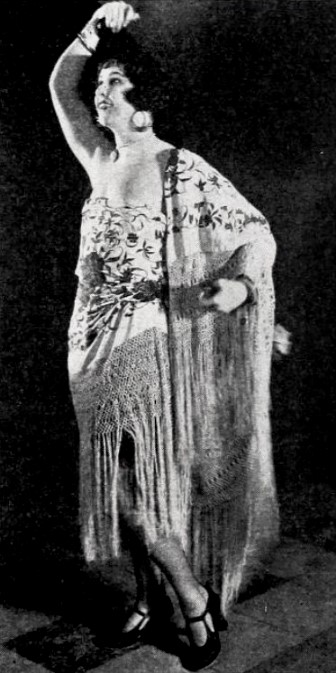
date The Necessary Evil (1925)
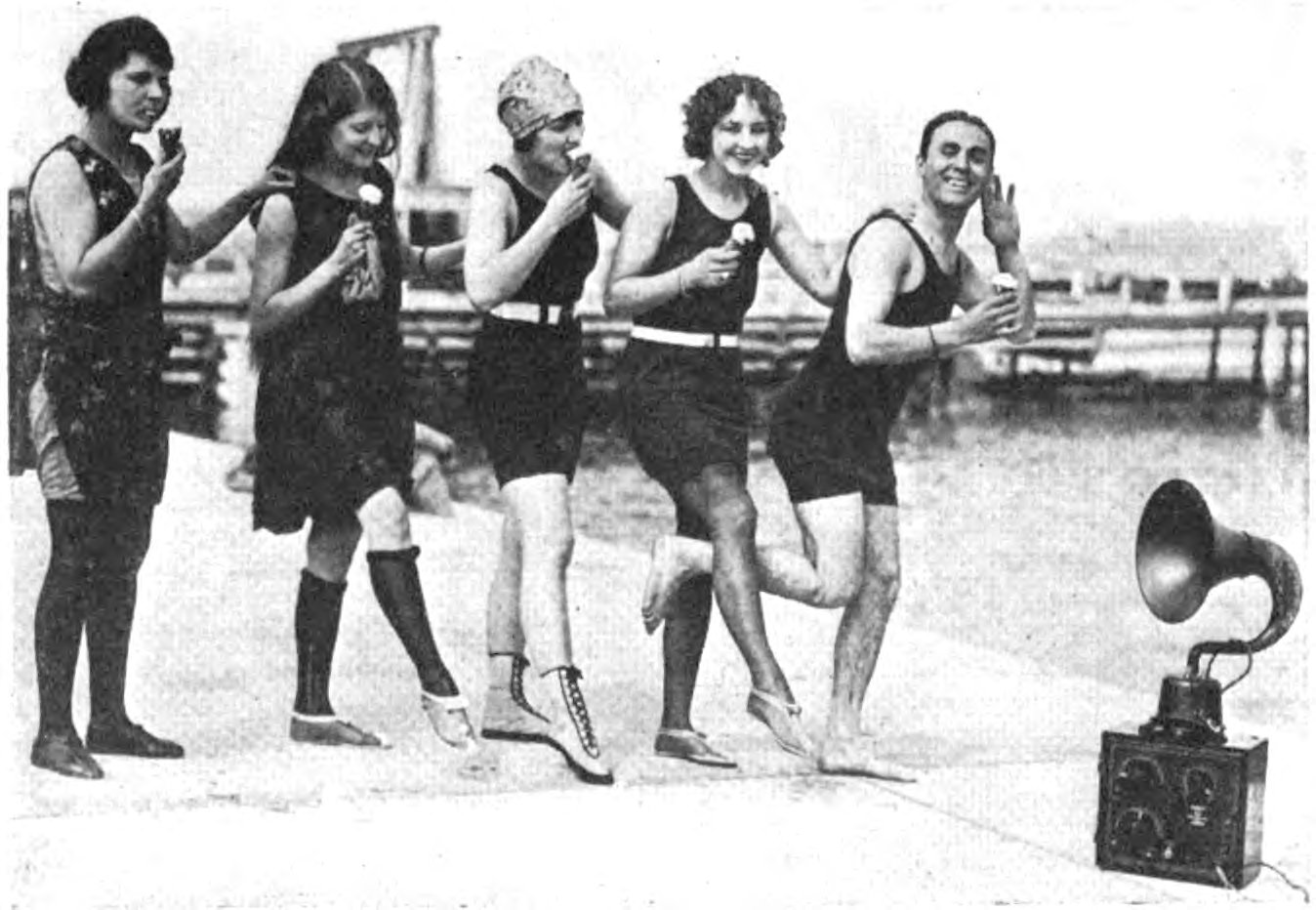
Zena Keefe, Alice Mills, Sara Mullen, Lucy Fox, et Eddie Buzzell en 1923
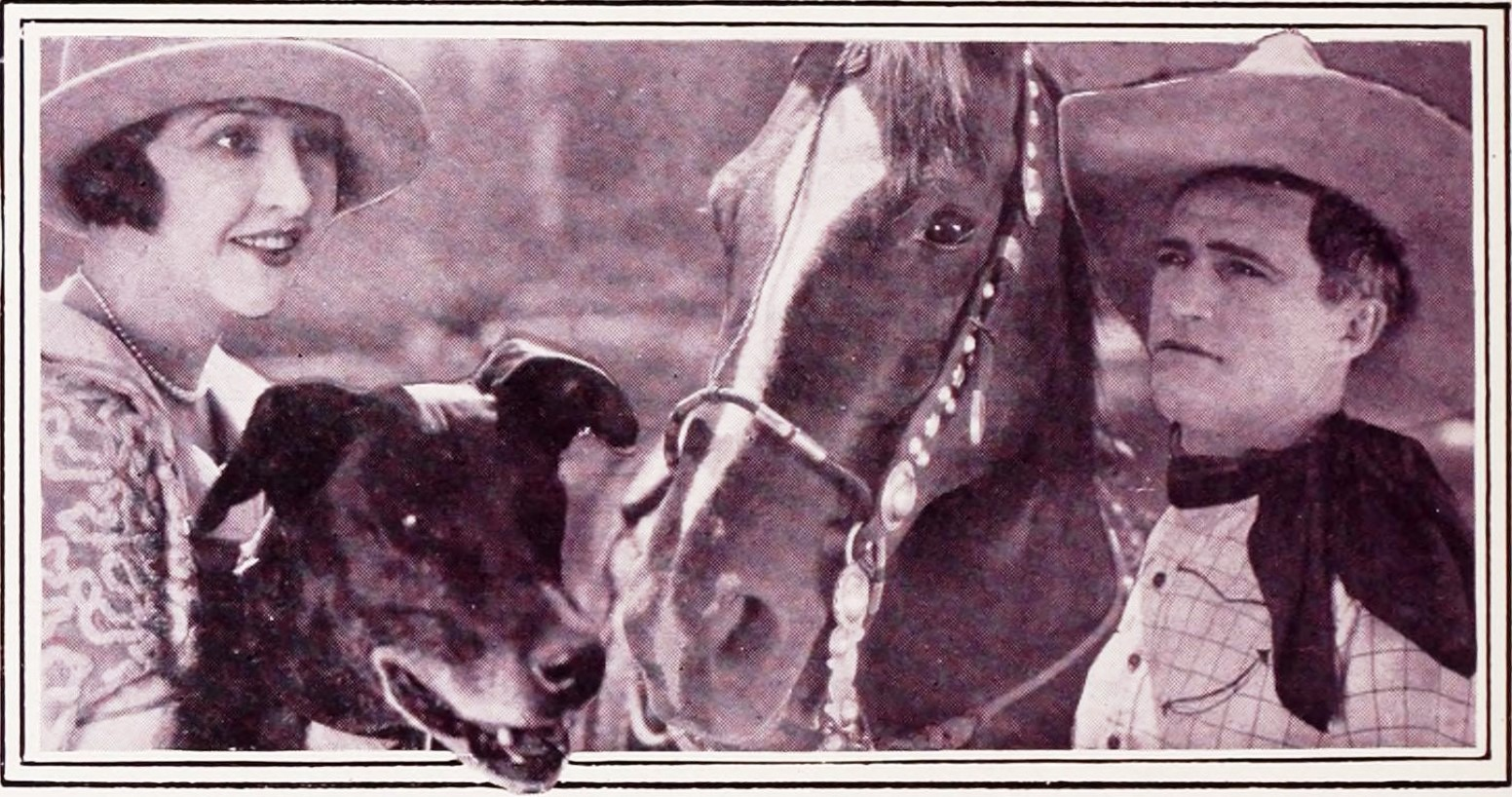
avec Tom Mix dans Teeth en 1924